# Ramiro Alejandro Celis
Ramiro Alejandro Celis, conhecido por El Niño de Dzununcán (Dzununcán, Yucatán, México, 23 de Maio de 1992 – Mérida, Yucatán, México, 30 de Junho de 2017), foi um toureiro mexicano. Sofreu uma colhida fatal quando participava num festejo tauromáquico em Dzibikak (Yucatán).

## Carreira
O novilheiro mexicano debutou num espectáculo tauromáquico com 13 anos de idade, integrado na quadrilha do toureiro El Chamaco (Víctor Balam). 
Actuou em numerosos festejos taurinos da Península de Yucatán.

## Colhida e morte
Aos 25 anos de idade, Ramiro Alejandro Celis sofreu uma colhida fatal em 30 de Junho de 2017 quando participava num festejo taurino em Dzibikak (Yucatán). A cornada penetrou as costas e lesionou costelas e os pulmões. Transportado para o Hospital Geral Agustín O'Horan de Yucatán, foi submetido a cirurgia de urgência, onde foi constatado que a cornada causou a fractura de costelas, tendo os destroços destas causado penetração pulmonar, pneumotórax e derrame pleural de que veio a resultar a morte do toureiro.
Foi sepultado a 1 de Julho de 2017 em Dzununcán, sua terra natal. 